# جاوة

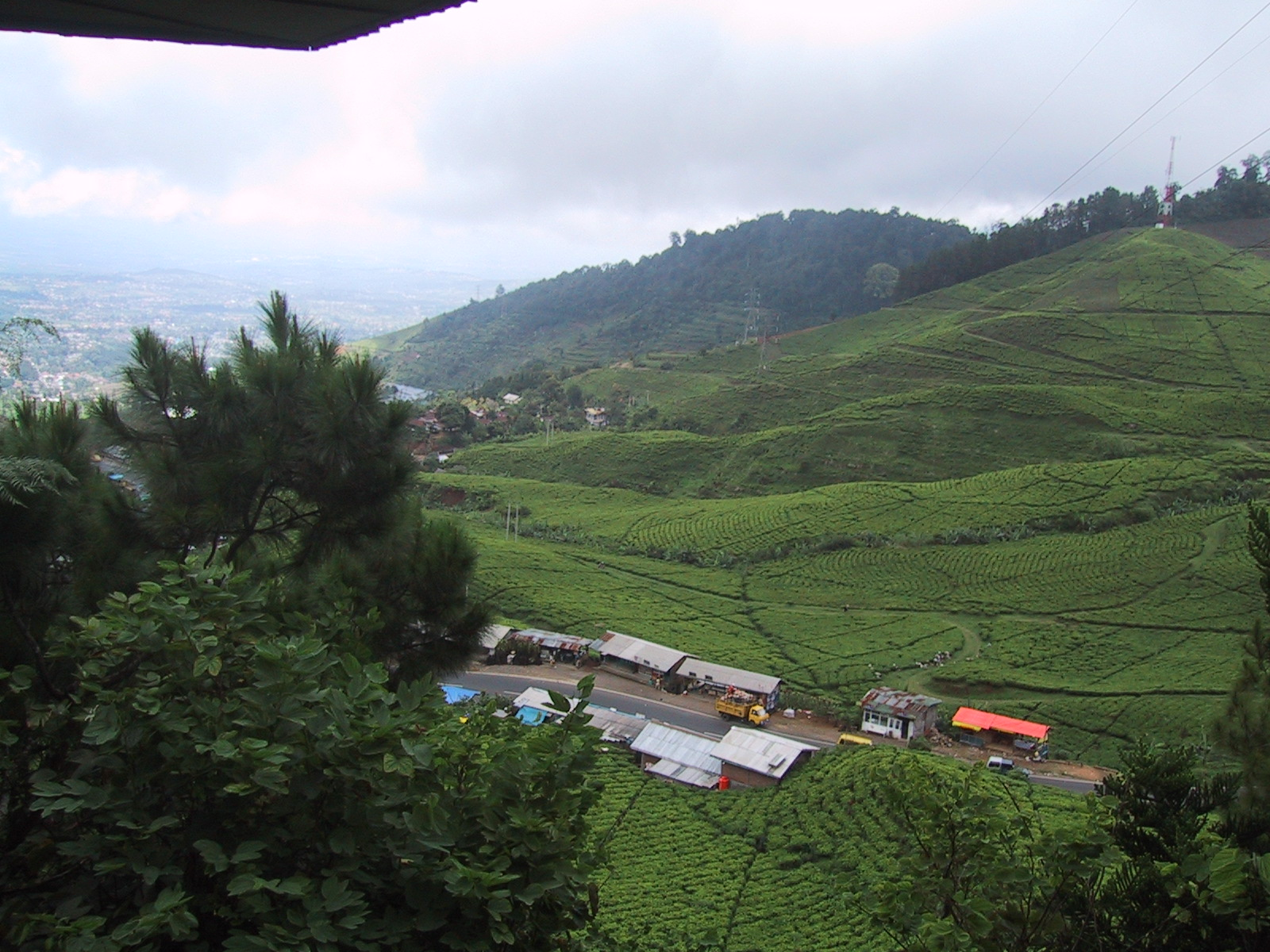
غرب بلدجاوة

جاوة (بالإندونيسية: Jawa) هي جزيرةجاوا في إندونيسيا، وبها عاصمة البلاد [مادورا]]. تعد الجزيرة الأكثر اكتظاظاً بالسكان في العالم. مساحتها 132000 كم2 وعدد سكانها 127 مليون نسمة. أغلب سكان جاوة (93%) ديانتهم الإسلام. وحوالي 2 إلى 3% من سكان الجزيرة مسيحيون. أما البقية لهم أديان أخرى كالبوذية. تمتد جزيرة جاوة من الشرق إلى الغرب بنحو 1000 كم، ومن الشمال إلى الجنوب بنحو 200 كم، وتتجه معظم أنهارها باتجاه الشمال، وتبحر فيها السفن في الفصل المطير، ويتجه القسم الآخر من أنهارها باتجاه الشرق مثل نهر برانتاس Brantas وطوله نحو 314 كم، وسولو Solo وطوله نحو 551 كم، وتستخدم مياه الأنهار للسقاية بشكل رئيس، وتؤثر تيارات المحيط الهندي في أثناء هبوب الرياح الموسمية الجنوبية الشرقية في حركة الملاحة فيها.
يمتد في وسط الجزيرة من الغرب إلى الشرق سلسلة من الجبال البركانية، وتمتاز تربة الأجزاء البركانية فيها بالخصوبة، وتُعد هذه الأجزاء في المناطق ذات الكثافة السكانية العالية، أما السلاسل الجبلية الأخرى فهي كلسية، ويصل ارتفاع جروف شواطئ المناطق الجنوبية إلى 480 م تقريباً.
الأجزاء الشمالية من الجزيرة مسطحة ومنخفضة وفيها مستنقعات كثيرة، أما الأجزاء الشرقية فيها فهي ذات أرصفة كلسية. وتنتشر في الأجزاء الجنوبية من سهول الشواطئ الجنوبية السبخات والتلال الرملية والسهول البركانية.
تكثر البراكين في جزيرة جاوة، ففيها أكثر من 100 بركان، منها 35 نشطاً، وقد شكلت فوهات البراكين بحيرات بسبب الأمطار السنوية الغزيرة. يحدها المحيط الهندي من الجنوب وبحر جاوة من الشمال. يبلغ عدد سكانها أكثر من 141 مليون (جاوة فقط) أو 145 مليون (بما في ذلك سكان الجزر المحيطة بها)، تشكل جاوة 56.7 من السكان الإندونيسيين وهي الجزيرة الأكثر اكتظاظًا بالسكان في العالم. تقع العاصمة الإندونيسية جاكرتا على الساحل الشمالي الغربي. حدث جزء كبير من الجزء المشهور من التاريخ الإندونيسي في جاوة. كانت مركزًا للإمبراطوريات الهندوسية البوذية القوية، والسلطنات الإسلامية، وجوهر جزر الهند الشرقية الهولندية الاستعمارية. كانت جاوة أيضًا مركز النضال الإندونيسي من أجل الاستقلال خلال ثلاثينيات وأربعينيات القرن العشرين. تهيمن جاوة على إندونيسيا سياسياً واقتصادياً وثقافياً. تقع أربعة من مواقع التراث العالمي الثمانية لليونسكو في إندونيسيا في جاوة: حديقة أوجونج كولون الوطنية ومعبد بوروبودور ومعبد برامبانان وموقع سانجيران المشهور. تشكلت في الغالب نتيجة للانفجارات البركانية من الانغماس الجيولوجي بين صفيحة سوندا والصفيحة الأسترالية، جاوة هي أكبر 13 جزيرة في العالم وخامس أكبر جزيرة في إندونيسيا من حيث الكتلة الأرضية بمساحة حوالي 138800 كيلومتر مربع (53600 ميل مربع). تشكل سلسلة من الجبال البركانية العمود الفقري الشرقي والغربي على طول الجزيرة. يتم التحدث بأربع لغات رئيسية في الجزيرة: الجاوية، والسوندانية، والمادورية، والبيتاوي حيث اللغة الجاوية والسوندانية هي الأكثر استخدامًا؛ إنها اللغة الأم لحوالي 60 مليون شخص جاوي في إندونيسيا، يعيش معظمهم في جاوة. هناك مجموعتان عرقيتان فقط موطنان للجزيرة – الجاويون  في الأجزاء الوسطى والشرقية والسوندانيون في الغرب. يتحدث معظم السكان لغتين، ويتحدثون الإندونيسية (اللغة الرسمية لإندونيسيا) كلغة أولى أو ثانية. في حين أن غالبية سكان جاوة مسلمون، فإن سكان جاوة يتألفون من أشخاص من معتقدات دينية وأعراق وثقافات متنوعة. تنقسم جافا إلى أربع مقاطعات إدارية هي بانتين وجاوة الغربية وجاوة الوسطى وجاوة الشرقية ومنطقتان مهمتان هما جاكرتا ويوجياكارتا.

## علم أصل الكلمات
أصول اسم «جاوة» غير واضحة أحد الاحتمالات هو أن الجزيرة سميت على اسم نبات جاواوت، والذي قيل أنه كان شائعًا في الجزيرة خلال ذلك الوقت، وأنه قبل تأثر جاوة بشبه الجزيرة الهندية، كان للجزيرة أسماء مختلفة. هناك مصادر أخرى محتملة:
1. كلمة jaú   وأشكالها المختلفة تعني «البعد» أو «بعيد».[8]
2. وفي اللغة السنسكريتية، تعني كلمة yava الشعير، وهو نبات اشتهرت به الجزيرة.[8]
3. تم ذكر "Yavadvipa" في أحد ملحمات الهند الأولى (رامايانا)، قائد جيش راما سوغريفا أرسل رجاله إلى Yavadvipa (جزيرة جاوة) بحثًا عن سيتا[9] ومن كان  يشار إليها في شبه الجزيرة الهندية بالاسم السنسكريتي (yāvaka dvīpa) حيث (جزيرة=(dvīpa).
4. ذكرت جاوة في نص Manimekalai القديم المكتوب بالتاميلية بواسطة Chithalai Chathanar الذي ينص على أن جاوة لديها مملكة مع عاصمة تسمي  [10][11][12] Nagapuram.
5. يوضح مصدر آخر أن كلمة "Java" مشتقة من كلمة جذر Proto-Austronesian، والتي تعني «الوطن».[13]
6. تم ذكر جزيرة يابديو أو جباديو العظيمة في كتاب الجغرافيا لبطليموس المؤلف حوالي 150م في الإمبراطورية الرومانية. يقال إن Iabadiu تعني «جزيرة الشعير»، لأنها غنية بالذهب، ولها بلدة فضية تسمى Argyra في الطرف الغربي. يشير الاسم إلى جاوة[14] ويبدو أنه مشتق من الاسم السنسكريتي (Java-dvipa (Yavadvipa.
7. أشارت الأخبار السنوية في كتابي Songshu وLiangshu إلى جاوة باسم She-po (القرن الخامس الميلادي)، واسم He-ling)640-818)، ثم أطلق عليها اسم She-po مرة أخرى حتى عهد أسرة يوان (1271–1368)، حيث بدأوا في ذكر تشاو وا 爪哇). وفقًا لكتاب ما هوان (ينجيا شينلان)، أطلق الصينيون على جاوة اسم تشاو وا، وكانت الجزيرة تسمى 阇 婆 (شي-بو أو شي-بو) في الماضي.
8. ذكر سليمان التاجر السيرافي جزيرتين بارزتين تفصل بين العرب والصين: أحدهما يبلغ طوله 800 فرسخ بطول الرامي، والذي يُعرف باسم سومطرة، والآخر هو الزباج (عربي: الزابج، والإندونيسية: سبك)، 400 فرسخ في الطول المعرّف بجاوة.

## تقسيمات إدارية
تنقسم جاوة إلى أربعة مقاطعات، ومقاطعة خاصة، بالإضافة إلى منطقة العاصمة:
- بنتن
- جاكرتا
- غرب جاوة (جاوة بارات)
- جاوة الوسطى (جاوة تنغاه)
- شرق جاوة (جاوة تيمور)
- يوجياكرتا

## الجغرافيــــــا

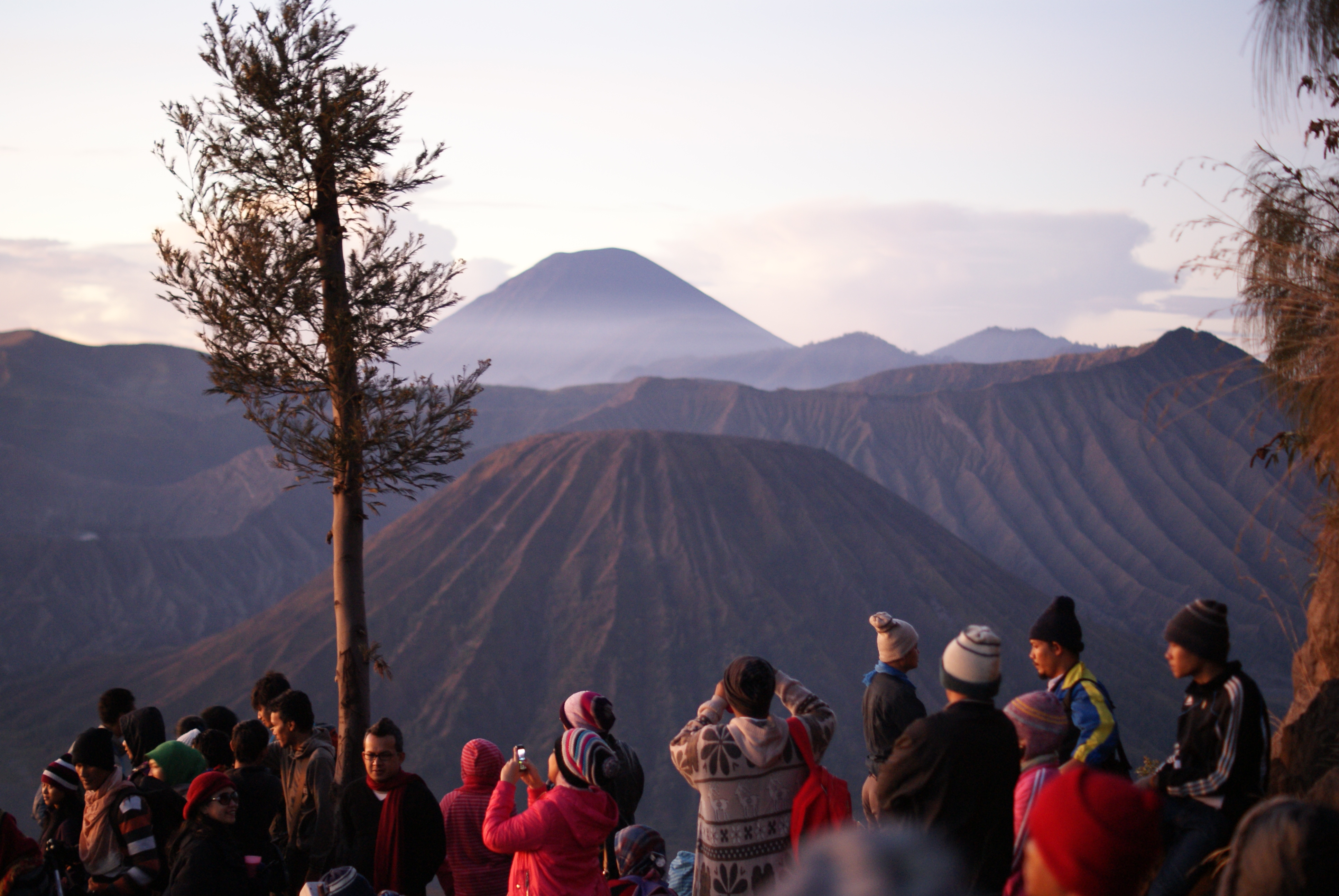
جبل برمو

تقع جاوة بين سومطرة من الغرب وبالي من الشرق. تقع بورنيو إلى الشمال، وجزيرة الكريسماس في الجنوب. إنها الجزيرة رقم 13 في العالم. يحيط بجاوة بحر جاوة من الشمال ومضيق سوندا من الغرب والمحيط الهندي من الجنوب ومضيق بالي ومضيق مادورا من الشرق. جاوة تشكلت تقريبا من أصل بركاني. تحتوي على ثمانية وثلاثين جبلًا تشكل سلسة شرقية غربية والتي كانت في وقت أو آخر براكين نشطة. أعلى بركان في جاوة الجبل ذو الأمتار الSemeru ) 3676). أكثر البراكين نشاطًا في جاوة وأيضًا في إندونيسيا هو جبل ميرابي، 2930 مترًا (9610 قدمًا). في المجموع  تضم جاوة أكثر من 150 جبلًا. قسمت الجبال والمرتفعات في جاوة المناطق الداخلية إلى سلسلة من المناطق المعزولة نسبيًا المناسبة لزراعة الأرز الرطب؛ تعد أراضي الأرز في جاوة من بين أغصب الأراضي في العالم. كانت جاوة أول مكان نمت فيه حبوب البن الإندونيسية  بدءًا من عام 1699. واليوم تتم زراعة البن العربي في هضبة إيجين بواسطة أصحاب الحيازات الصغيرة والمزارع الكبيرة. تبلغ مساحة جاوة حوالي 150000 كيلومتر مربع (58000 ميل مربع). يبلغ طولها حوالي 1000 كم (620 ميل) ويصل عرضها إلى 210 كم (130 ميل). أطول نهر في الجزيرة هو نهر سولو بطول 600 كم. ينبع النهر من منبعه في وسط جاوة عند بركان لاو، ثم يتدفق شمالًا وشرقًا إلى مصبه في بحر جاوة بالقرب من مدينة سورابايا. الأنهار الرئيسية الأخرى هي برانتاس وسيتاروم وسيمانوك وسيرايو. يتراوح متوسط درجة الحرارة من 22 درجة مئوية (72 درجة فهرنهايت) إلى 29 درجة مئوية (84 درجة فهرنهايت), متوسط الرطوبة 75٪. عادة ما تكون السهول الساحلية الشمالية أكثر سخونة بمتوسط 34 درجة مئوية (93 درجة فهرنهايت) خلال النهار في موسم الجفاف. الساحل الجنوبي أبرد بشكل عام من الشمال، ومناطق المرتفعات الداخلية أكثر برودة. يبدأ موسم الأمطار في نوفمبر وينتهي في أبريل. خلال الفترة المطيرة، يسقط معظم المطر في فترة بعد الظهر وبشكل متقطع خلال أجزاء أخرى من العام في حين يناير وفبراير أكثر الأشهر رطوبة. جاوة الغربية أكثر رطوبة من جاوة الشرقية، وتسقط على المناطق الجبلية كمية أكبر من الأمطار. يسقط على مرتفعات باراهيانغان في جاوة الغربية أكثر من 4000 ملم (160 بوصة) سنويًا، بينما يسقط على الساحل الشمالي لجاوة الشرقية 900 ملم (35 بوصة) سنويًا.

## الحياة الطبيعية

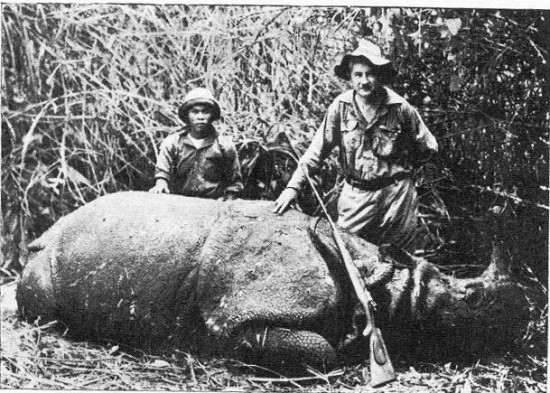
اصطياد حيوان وحيد القرن النادر في جاوة

الحياة الطبيعية في جاوة عبارة عن غابات مطيرة استوائية، حيث تتراوح النظم الإيكولوجية من غابات المنغروف الساحلية على الساحل الشمالي، والمنحدرات الساحلية الصخرية على الساحل الجنوبي، والغابات الاستوائية المنخفضة إلى الغابات المطيرة على الضخمة على منحدرات المناطق الجبال البركانية في داخل الجزيرة. تتغير بيئة ومناخ جاوة تدريجياً من الغرب إلى الشرق: من الغابات المطيرة الرطبة والكثيفة في الأجزاء الغربية، إلى بيئة السافانا الجافة في الشرق، توافقا مع المناخ وهطول الأمطار في هذه المناطق. في الأصل ساعدت الحياة البرية في جاوة التنوع البيولوجي الكثير، حيث ازدهرت أعداد الأنواع المتوطنة من النباتات والحيوانات؛ مثل وحيد القرن الجاوي، البقر الجاوي (بانتنغ)، الخنزير الجاوي النادر (Warty pig)، نسر جاوة، طائر الطاووس الجاوي وكذلك النمر جاوي. مع أكثر من 450 نوعًا من الطيور و37 نوعًا مستوطنًا، تعد جاوة جنة لمراقبة الطيور. كما يوجد حوالي 130 نوعًا من أسماك المياه العذبة في جاوة. هناك أيضًا العديد من أنواع البرمائيات المتوطنة في جاوة، بما في ذلك 5 أنواع من ضفادع الأشجار. منذ العصور القديمة، اسكتشف البشر الغابات المطيرة وغيروا في النظام البيئي وشكلوا المناظر الطبيعية وابتكروا حقول ومصاطب الأرز  لدعم النمو السكاني المتزايد. تواجدت مصاطب أرز جاوة لأكثر من ألف عام ودعمت الممالك الزراعية القديمة. مارس تزايد عدد السكان  ضغوط شديدة على الحياة البرية في جاوة، حيث تقلصت الغابات المطيرة وحصرت في المنحدرات المرتفعات أو أشباه الجزر المعزولة.  بعض الأنواع المستوطنة في جاوة  مهددة بالانقراض الآن، وبعضها انقرض بالفعل. كانت تمتلك ثروة بنمور وأفيال جاوية، لكن كلاهما انقرض. اليوم، توجد العديد من المتنزهات الوطنية في جاوة التي تحمي بقايا الحياة البرية الهشة، مثل متنزهات أوجونغ كولون وجبل هاليمون سالاك وجبل غيدي.

## التاريـــــخ
تم العثور على بقايا متحجرة للإإنسان المنتصب، المعروف باسم «انسان جاوة»، يعود تاريخها إلى 1.7 مليون سنة على طول ضفاف نهر بنجاوان سولو سمحت الخصوبة الاستثنائية للجزيرة وكثرة سقوط الأمطار بتنمية زراعة الأرز في المناطق الرطبة، الأمر الذي تطلب مستويات متطورة من التعاون بين القرى. من هذه التحالفات القروية، تطورت ممالك صغيرة. أبقت سلسلة الجبال البركانية والمرتفعات المرتبطة بها على طول جاوة مناطقها الداخلية وشعوبها منفصلين ومعزولين نسبيا قبل ظهور الدول الإسلامية والاستعمار الأوروبي كانت الأنهار هي الوسيلة الرئيسية للاتصال، على الرغم من أن أنهار جاوة العديدة قصيرة في الغالب فقط نهرا برانتاس وسالا كانا يمكنهما توفير اتصالات بعيدة المدى، وبهذه الطريقة دعمت وديانهما مراكز الممالك الكبرى. يُعتقد أن نظام الطرق والجسور الدائمة وبوابات الرسوم قد تم إنشاؤه في جاوة بحلول منتصف القرن السابع عشر على الأقل. يمكن للسلطات المحلية ومواسم الامطار أن تعطل الطرق. وكان استخدام الطرق يتطلب بشكل كبير لصيانة مستمرة. لذلك كان الاتصال بين سكان جاوة صعبًا. ما يرتبط ظهور الحضارة في جزيرة جاوة بقصة أجي ساكا من عام 78 بعد الميلاد. على الرغم من أن أجي ساكا هو حامل الحضارة في جاوة، إلا أن القصة تلقت العديد من الاعتراضات والدحض من مصادر تاريخية أخرى. ملحمة رامايانا التي كتابها الشاعر فالميكي حوالي 500 قبل الميلاد، تسجل أن جاوة لديها بالفعل منظمة حكومية قبل فترة طويلة من قصة:    

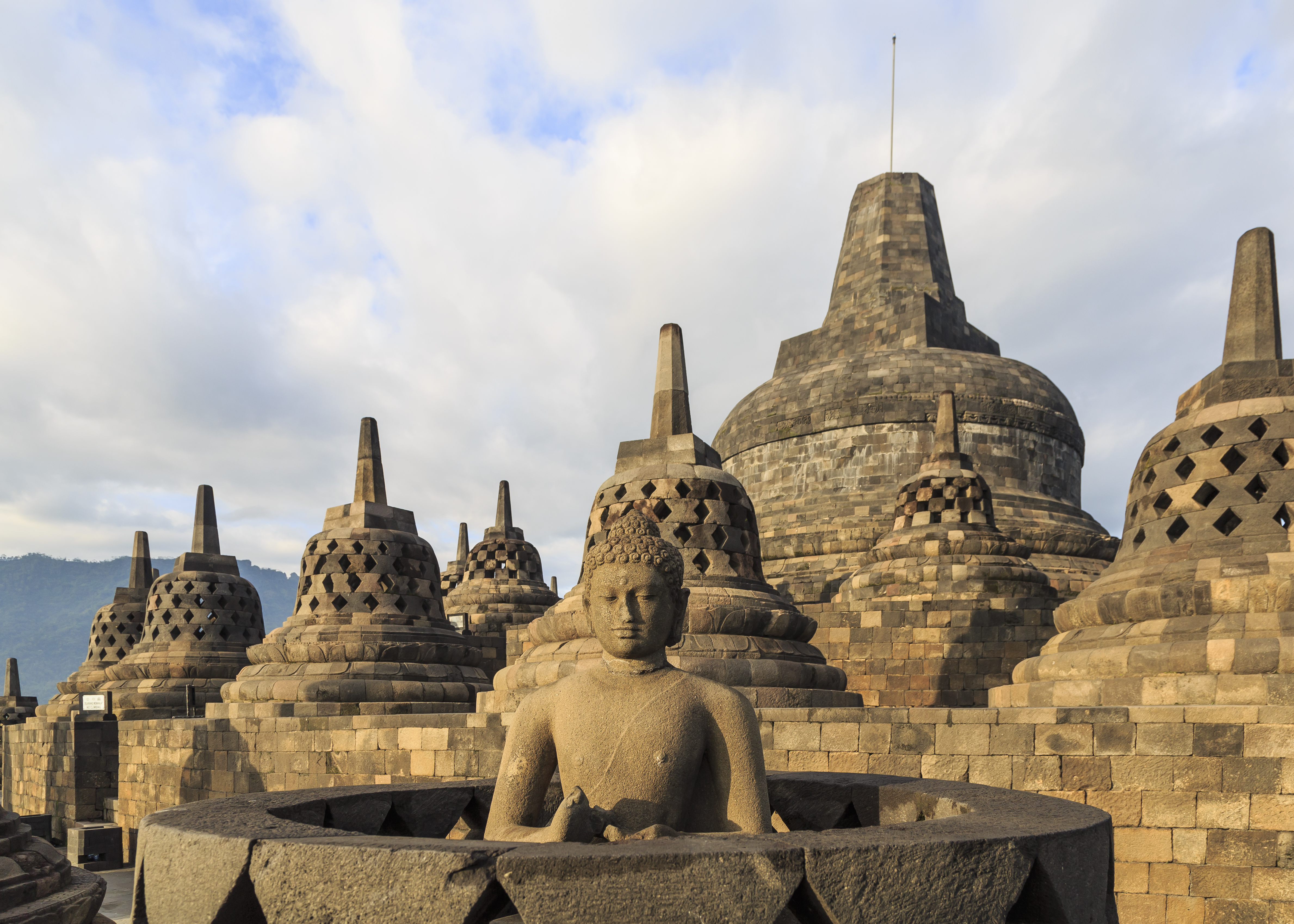

«ياوادويبا مزينة بسبع ممالك وجزر ذهبية وفضية غنية بمناجم الذهب، وهناك جبل سيسيرا (المثلج) الذي يلامس السماء بقمته.» (ص 6) وفقًا للسجلات الصينية، تم تأسيس المملكة الجاوية في عام 65 قبل الميلاد، أو قبل 143 عامًا من بدء قصة أجي ساكا. (ص 55-56) لم يتم العثور على أدلة على قصة أجي ساكا حتى الآن لتكون ذات صلة في النص الجاوي القديم. تحكي هذه القصة الأحداث في مملكة Medang Kamulan في جاوة في الماضي. في ذلك الوقت، تم استبدال الملك Prabu Dewata Cengkar بآجي ساكا. تعتبر هذه القصة قصة رمزية لدخول الهنود إلى جاوة. بالإشارة إلى معلومات عائلة ليانغ  تم تقسيم المملكة الجاوية إلى قسمين: مملكة ما قبل الهندوسية، ومملكة ما بعد الهندوسية والتي بدأت في عام 78 م. ظهرت مملكتا Taruma وSunda في جاوة الغربية في القرنين الرابع والسابع على التوالي، بينما أرسلت مملكة Kalingga سفارات إلى الصين بدءًا من 640. ومع ذلك، كانت الإمارة الرئيسية الأولى هي مملكة Medang التي تأسست في وسط جاوة في بداية القرن الثامن. تركز دين Medang على الإله الهندوسي شيفا، وأنشات المملكة بعض المعابد الهندوسية الأولى في جاوة على هضبة دينغ. في حوالي القرن الثامن، نشأت سلالة سيليندرا في سهل كيدو وأصبحت راعية بوذية الماهايانا. قامت هذه المملكة القديمة ببناء آثار مثل بوروبودور وبرامبانان في وسط جاوة خلال القرن التاسع. حوالي القرن العاشر تحول مركز القوة والسلطة من وسط إلى شرق جاوة. كانت الممالك الجاوية الشرقية Kediri وSinghasari وMajapahit تعتمد بشكل أساسي على زراعة الأرز، لكنها تابعت أيضًا التجارة داخل الأرخبيل الإندونيسي، ومع الصين والهند. تأسست Majapahit علي يد Wijaya وبحلول نهاية عهد Hayam Wuruk (حكم من 1350 إلى 1389) سيطرت المملكة على الأرخبيل الإندونيسي بأكمله، على الرغم من أن السيطرة كانت محصورة على الأرجح في جاوة وبالي ومادورا. قاد رئيس وزراء  وقتها غاجاه مادا، العديد من الفتوحات الإقليمية للمملكة. مع وفاة هيام ورك ومجيء الإسلام إلى إندونيسيا أصبح الإسلام هو الدين السائد في جاوة في نهاية القرن السادس عشر. خلال هذه الحقبة، كانت الممالك الإسلامية ديماك وسيريبون وبانتن في صعود. أصبحت سلطنة ماتارام القوة المهيمنة في وسط وشرق جاوة في نهاية القرن السادس عشر. تم إخضاع إمارتي سورابايا وسيريبون في نهاية المطاف لدرجة أن ماتارام وبانتن فقط تركا لمواجهة الهولنديين في القرن السابع عشر. بدأ اتصال جافا بالقوى الاستعمارية الأوروبية في عام 1522 بإبرام معاهدة بين مملكة سوندا والبرتغاليين في ملقا. بعد خسارته اقتصر الوجود البرتغالي على ملقا والجزر الشرقية. في عام 1596، كانت الرحلة الاستكشافية المكونة من أربع سفن بقيادة كورنيليس دي هوتمان هي أول اتصال هولندي مع إندونيسيا. بحلول نهاية القرن الثامن عشر بسط الهولنديون نفوذهم على سلطنات المناطق الداخلية من خلال شركة الهند الشرقية الهولندية في إندونيسيا. منع الصراع الداخلي الجاويين من تشكيل تحالفات فعالة ضد الهولنديين. نجت بقايا ماتارام مثل إمارات سوراكارتا (سولو) ويوجياكارتا. ادعى ملوك جاوة أنهم حكموا بسلطة إلهية وساعدهم الهولنديون في الحفاظ على بقايا الأرستقراطية الجاوية من خلال تأكيدهم كوصياء أو مسؤولين محليين داخل الإدارة الاستعمارية. كان الدور الرئيسي لجاوة خلال الجزء الأول من الفترة الاستعمارية كمنتج للأرز. في الجزر المنتجة للتوابل مثل باندا كان الأرز يُستورد بانتظام من جاوة لتوفير النقص في سبل العيش.خلال الحروب النابليونية في أوروبا، سقطت هولندا في يد فرنسا وبالتالي مستعمراتها في جزر الهند الشرقية. خلال إدارة Daendels القصيرة  كوكيل لفرنسا في جاوة بدأ بناء طريق Great Post في عام 1808م. كان الطريق الممتد من Anyer في جاوة الغربية إلى Panarukan في جاوة الشرقية بمثابة طريق إمداد عسكري وكان المستخدمة في الدفاع عن جاوة من الغزو البريطاني. عام 1811م استولى البريطانيون على جاوة  وأصبحت ملكًا للإمبراطورية البريطانية، وعُين السير ستامفورد رافلز حاكمًا للجزيرة. في عام 1814م أعيدت جافا إلى الهولنديين بموجب شروط معاهدة باريس. في عام 1815، كان هناك خمسة ملايين شخص في جاوة تقريبا. في النصف الثاني من القرن الثامن عشر، بدأت الطفرات السكانية في المناطق الواقعة على طول الساحل الشمالي الأوسط لجاوة، وفي القرن التاسع عشر نمى عدد السكان بسرعة في جميع أنحاء الجزيرة. تتضمن عوامل النمو السكاني الكبير تأثير الحكم الاستعماري الهولندي بما في ذلك انهاء الحرب الأهلية في جاوة، والزيادة في المساحة المزروعة بالأرز، وإدخال نباتات غذائية مثل الكسافا والذرة التي يمكن أن تحافظ على السكان الذين لا يستطيعون تحمل اسعار الأرز الباهظة. ويربط آخرون النمو إلى الأعباء الضريبية والتوسع المتزايد في التوظيف في ظل نظام الزراعة الذي استجاب له الأزواج بإنجاب المزيد من الأطفال على أمل زيادة قدرة أسرهم على دفع الضرائب وشراء السلع. أودت الكوليرا بحياة 100000 شخص في جاوة عام 1820.ساهم ظهور الشاحنات والسكك الحديدية -حيث لم يكن هناك سوى الجاموس والعربات وأنظمة التلغراف وأنظمة التوزيع الأكثر تنسيقًا في ظل الحكومة الاستعمارية-في القضاء على المجاعة في جاوة وبالتالي زيادة النمو السكاني. لم تكن هناك مجاعات كبيرة في جاوة من أربعينيات القرن التاسع عشر وحتى الاحتلال الياباني في الأربعينيات. ومع ذلك، ادعت مصادر أخرى أن نظام الزراعة الهولندي مرتبط بالمجاعات والأوبئة في أربعينيات القرن التاسع عشر، أولاً في سيريبون ثم في جاوة الوسطى، حيث كان لا بد من زراعة المحاصيل النقدية مثل السكر بدلاً من الأرز.

## أعلام
- فريدريك كوك
- كيندرا غودوين
- رودلف بيزييه
- يان ليزلي
- أنتوني فوكر

## الاستقلال
انتشرت القومية الإندونيسية لأول مرة في جاوة في أوائل القرن العشرين، وتركز الكفاح في جاوة من أجل تأمين استقلال البلاد بعد الحرب العالمية الثانية. وفي عام 1949، تم الاعتراف باستقلال إندونيسيا.